# Bateau mouche

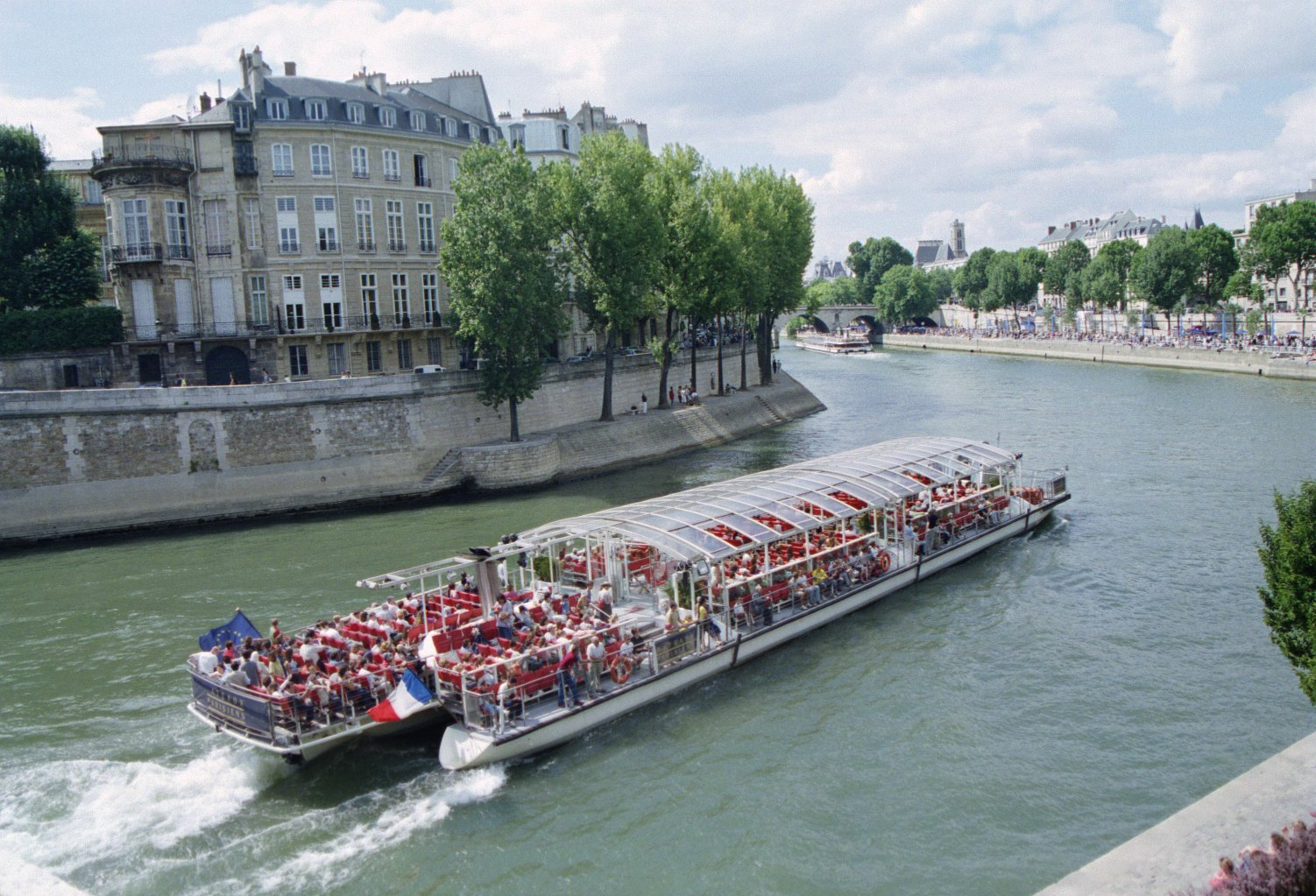
Un barco parisino por el Sena

Bateaux Mouches son barcos de excursión abiertos que proporcionan a los visitantes de París, en Francia, una vista de la ciudad a través de un recorrido por el río Sena.
El término es una marca registrada de la Compagnie des Bateaux Mouches, el operador más conocido de barcos de París creado por Jean Bruel (1917-2003); sin embargo, debido a la popularidad que ha llegado a tener la compañía, la frase se usa también coloquialmente de forma errónea en referencia a todos los barcos semejantes que operan en el río dentro de la ciudad. Bateaux Mouches se traduce literalmente como «barcos mosca», pero el nombre proviene del hecho de que al principio se construían en un astillero situado en Mouche, zona de Lyon.